# Afrosmodicum ebeninum
Afrosmodicum ebeninum är en skalbaggsart som först beskrevs av Louis Alexandre Auguste Chevrolat 1855.  Afrosmodicum ebeninum ingår i släktet Afrosmodicum och familjen långhorningar.
Artens utbredningsområde är:
- Gabon.
- Sierra Leone.

Inga underarter finns listade i Catalogue of Life.